# Cyathea camerooniana
Cyathea camerooniana là một loài thực vật có mạch trong họ Cyatheaceae. Loài này được Hook. mô tả khoa học đầu tiên năm 1865.